# Lubuszanie

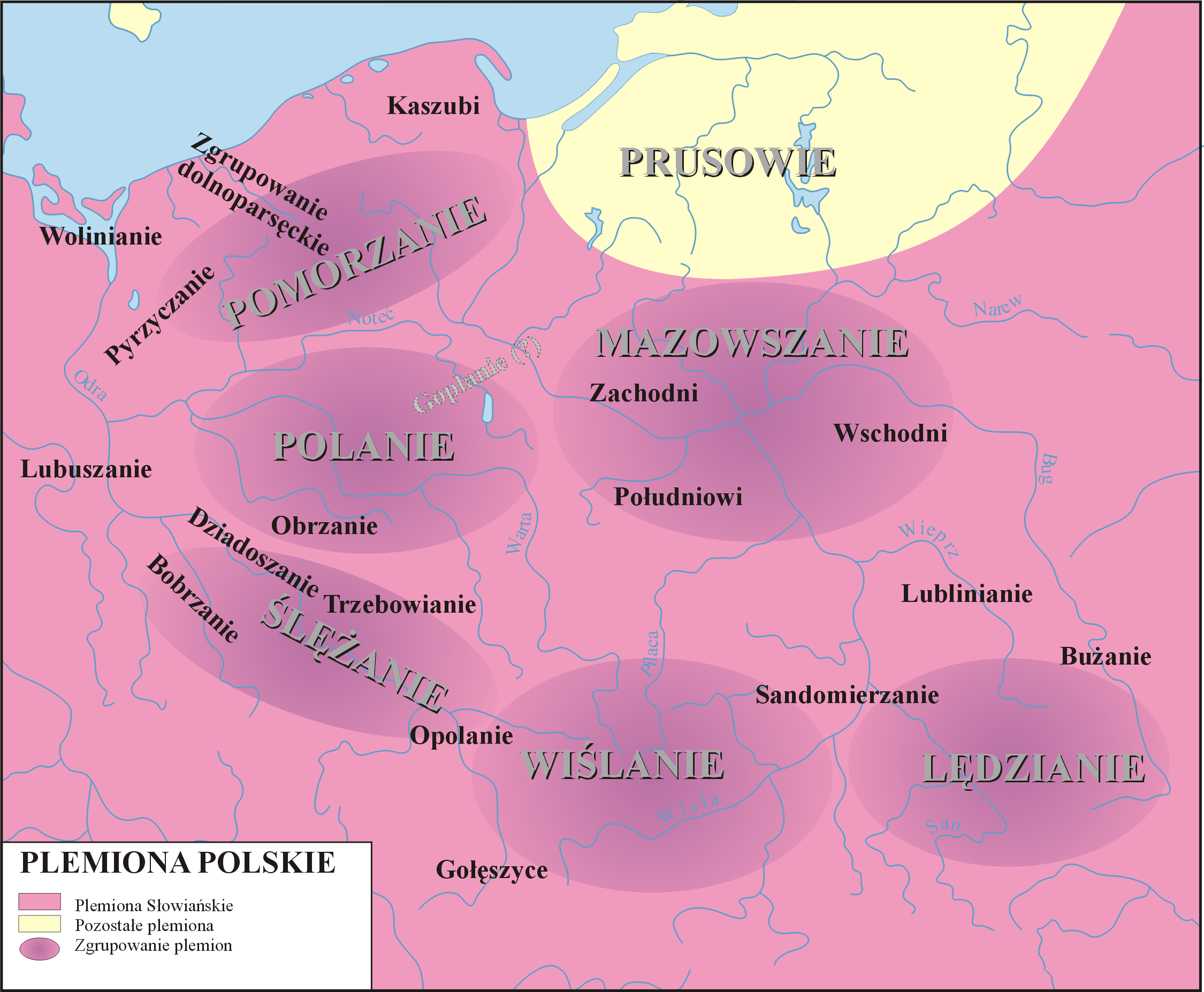
Plemiona w IX–X w. w granicach współczesnej Polski

Lubuszanie (Lubuszycy) – nazwa domniemanego plemienia zachodniosłowiańskiego, należącego do grupy wieleckiej lub przejściowego pomiędzy grupą polską a wielecką, zamieszkującego w X wieku obszar po obydwu brzegach dolnej Warty i środkowej Odry, z głównym grodem w Lubuszu. Do ich obszaru terytorialnego zalicza się również – później pomorskie – ziemie kostrzyńską, kiniecką i niekiedy cedyńską. Przyjmuje się, że Lubuszanie zostali podbici przez Mieszka I i włączeni do Polski około 960–965 roku, choć mogło to nastąpić dopiero na przełomie X i XI wieku.
Wśród historyków prowadzony jest spór co do zajmowania przez Lubuszan obu brzegów Odry, jak i samego faktu ich istnienia. Zwolennicy tezy prezentują m.in. argumenty:
- Identyfikują z nimi plemię Leubuzzi, wymienione w 2 połowie XI w. przez Adama Bremeńskiego wśród ludów wieleckich między Łabą i Odrą, po Hobolanach (Heveldi) i Doszanach (Doxani), a przed Wolinianami (Wilini) i Stodoranami (Stoderani)[3][4].
- Wymienianie ziemi lubuskiej w połowie XIII w. jako jednolitego terytorium po obu stronach Odry, mającego odpowiadać siedzibom Lubuszan w X wieku.
- Za Lubuszan uważa się słowiański lud Licikaviki, podany przez Widukinda z Korbei w Dziejach saskich jako podlegający władzy księcia Mieszka I w okresie walk toczonych z saskim grafem Wichmanem w roku 963[5]; zniekształconą nazwę należałoby czytać być może jako Liubusiki[6].
- Zasiedlanie przez Lubuszan obu stron Odry mają potwierdzać badania wykopaliskowe[7]. Gród w Lubuszu istniał już w VIII-IX w. struktury grodowe odkryto m.in. w Lossow, Reitwein, Neutrebbin, Buckow, Lemierzycach, Ownicach, Sulęcinie, Owczarach, Ośnie Lubuskim.
- Istnienie siedzib na obu brzegach Odry posiadać ma analogię w potwierdzonym archeologicznie takim zamieszkiwaniu przez plemiona śląskie.

Krytycy tezy o istnieniu Lubuszan przedstawiają m.in. argumenty:
- Poza wzmianką u Adama Bremeńskiego i powtarzającym jego przekaz prawie dosłownie Helmoldem (Sunt et alii Slavorum populi, qui inter Odoram et Albiam degunt longoque sinu ad austrum portenduntur, sicut Heruli vel Heveldi, qui sunt iuxta Habolam fluvium et Doxam, Leubuzi et Wilini, Stoderani cum multis aliis – Istnieją jeszcze inne ludy słowiańskie, które żyją między Odrą a Łabą i długim klinem rozpościerają się na południe, jak to Herulowie albo Heweldowie, którzy mieszkają koło rzeki Haweli i Doszy, Lubuszanie, Wilinowie, Stodoranie oraz wiele innych)[8][9], nie ma innych zapisów o plemieniu Leubuzzi. Skrajną jest teza Jana Natanson-Leskiego, iż jeżeli „nawet istnieli Leubuzzi, to już Lubuszanie nie są niczym innym, jak wytworem historiografii”[10].
- Przenoszenie sytuacji i podziałów terytorialnych z okresu Polski dzielnicowej wstecz jest w większości przypadków nieuprawnione[11]. Ziemia Lubuska formowała się od powołania biskupstwa lubuskiego przez Bolesława Krzywoustego w latach 1123–1124 i znana jest bliżej dopiero od połowy XIII w., ostatecznie w XIV w. przyjmując kształt odpowiadający zachodniej części Nowej Marchii.
- Zrównanie ludu Licikaviki z Lubuszanami jest jedną z wielu hipotez, wśród których uznanie zdobyła również odnosząca tę nazwę do ogółu poddanych Mieszka I[12].
- Badania archeologicznie nie rozstrzygają istnienia nad środkową Odrą zwartego związku plemiennego. Na zachodnim brzegu, przynajmniej w pobliżu Odry, jej ostrowia były zbyt małe aby wystarczyć na siedzibę plemienia[13]. Powstanie sieci grodów na obszarze późniejszej ziemi lubuskiej oraz kinieckiej i cedyńskiej datuje się na 2 połowę X w., zaś część z nich pochodzi dopiero z XII i XIII w.